# Sophia (banda)
Sophia (estilizado como SOPHIA) é uma banda japonesa formada em 1994 por Mitsuru Matsuoka, Kazutaka Toyota, Yoshio Kuroyanagi, Yoshitomo Akamatsu e Keiichi Miyako. Seu álbum de estreia Alive chegou a segunda posição na parada da Oricon e foi eleito um dos melhores álbuns de 1989-1998 em uma edição de 2004 da revista de música Band Yarouze. Sophia se separou em 2013 e se reuniu em 2022.

## Carreira

### 1994–2013: Carreira original
O guitarrista Kazutaka Toyota e o cantor Mitsuru Matsuoka fizeram parte da banda Rose Noir até ela se dissolver no começo de 1994. Logo mais os dois formaram a nova banda Sophia com Keiichi Miyako nos teclados. Em 1995, completaram a formação com o baterista Yoshio Kuroyanagi e o baixista Yoshitomo Akamatsu. Fizeram seu primeiro show ao lado de outras bandas em 26 de julho, se apresentando solo pela primeira vez no final do ano. Seu primeiro trabalho, Sophia, foi lançado pela gravadora Toy's Factory. Em 20 de maio de 1998 lançaram seu primeiro álbum completo, Alive. Matsuoka também trabalha nas fotografias e design dos álbuns da banda.
O single "Boku wa Koko ni Iru", de 2003, foi usado como o segundo tema de encerramento do anime Kaleido Star. Em 2004 assinaram contrato com Toshiba EMI e trabalharam em comemoração aos 10 anos de carreira, lançado três singles ("Tabi no Tochū", "Please, please" e "Hana wa Karete Mata Saku") e fazendo dois shows no NHK Hall em Tóquio e um no Seibu Dome.
O tecladista Miyako anunciou em 21 de março de 2010 que foi diagnosticado com linfoma, e em 10 de abril a banda entrou em hiato. Porém, como um quarteto, Sophia foi convidada para o Anime Expo em Los Angeles de 1 a 4 de julho de 2010, fazendo seu primeiro show nos Estados Unidos no dia 3. Em janeiro de 2011 lançaram quarto álbuns de compilação e uma compilação de DVDs. O grupo encerrou o hiato em 13 de agosto de 2011, após um show no Nippon Budokan. Em 23 de outubro de 2011 se apresentaram no V-Rock Festival 2011.
Em 6 de março de 2013 lançaram seu primeiro álbum pela Avex Trax.No entanto, Sophia anunciou o fim da banda em 12 de agosto de 2013.

### 2022–presente: Reunião
Em 27 de março de 2022, anunciaram a reunião do grupo e fizeram um show de retorno em 11 de outubro no Nippon Budokan.

## Legado
A canção "Machi" foi regravada por Doremidan na compilação Crush! -90's V-Rock Best Hit Cover Songs-, que foi lançado em 26 de janeiro de 2011 e apresenta bandas de visual kei atuais fazendo covers de músicas de bandas que foram importantes para o movimento visual kei dos anos 90. "Gokigen Tori ~Crawler is Crazy~" foi regravada por Annie's Black para o álbum em sequência, Crush! 2 -90's V-Rock Best Hit Cover Songs-, que foi lançado em 23 de novembro de 2011. "Eternal Flame" foi regravada por Makoto para a edição de canções de amor, Crash! 3 -90's V-Rock Best Hit Cover Love Songs-, lançado em 27 de junho de 2012.

## Membros
- Mitsuru Matsuoka (松岡 充, Matsuoka Mitsuru) – vocais
- Kazutaka Toyota (豊田 和貴, Toyota Kazutaka) – guitarra
- Yoshio Kuroyanagi (黒柳 能生, Kuroyanagi Yoshio) – baixo
- Yoshitomo Akamatsu (赤松 芳朋, Akamatsu Yoshitomo) – bateria
- Keiichi Miyako (都 啓一, Miyako Keiichi) – teclado

## Discografia

### Álbuns de estúdio
| Título                            | Lançamento             | Posição na Oricon |
| --------------------------------- | ---------------------- | ----------------- |
| Alive                             | 20 de maio de 1998     | 2                 |
| Material (マテリアル)             | 14 de abril de 1994    | 3                 |
| Shinkaron (進化論)                | 7 de março de 2001     | 5                 |
| Yume (夢)                         | 25 de setembro de 2003 | 11                |
| Everblue                          | 15 de setembro de 2004 | 15                |
| We                                | 23 de março de 2006    | 11                |
| 2007                              | 10 de outubro de 2007  | 12                |
| Band Age                          | 24 de junho de 2009    | 11                |
| Mirai Otona Sengen (未来大人宣言) | 6 de março de 2013     | 15                |